# 曾治豪
曾治豪（英文名：Gaby，1986年2月8日—），藝名小賀，台灣創作歌手、演員、主持人，音樂餐廳駐唱長達15年。2009年首度參加第六屆《超級星光大道》，為星光六班前10強。

## 演藝歷程
曾治豪受到同為駐唱歌手的母親影響，從小就喜歡唱歌，並嚮往進入演藝圈從事自己最熱愛的表演，但知名的資深藝人父親賀一航（本名曾新民）
認為演藝圈不能算是一份穩定的工作，並不贊成兒子踏進這行，曾治豪於是私下偷偷報名第六屆《超級星光大道》歌唱比賽，一路過關斬將，直至擠進賽程前10強決定賽，父親看到其毅力和堅持，才逐漸轉變態度支持，更主動報名參加節目，與曾治豪進行踢館PK賽，以行動激勵其演藝之路和表達父愛（見第六屆《超級星光大道》第21集)。
曾治豪鮮少對外透露父親是知名藝人賀一航，甚至首次參加2009年第六屆《超級星光大道》大型歌唱比賽時，也未在個人背景資料上提及，反倒是由擔任首集評審的康康（康晉榮）在節目中公開兩人父子關係。曾治豪低調而不願依仗父蔭的性格，使得父親賀一航也經常於受訪時表示，不會主動幫曾治豪介紹工作或爭取表演舞台。
起初，賀一航並不看好兒子曾治豪的音樂夢想，經過多年靜默和觀察，發覺曾治豪仍專注且持續在演藝圈尋求表現機會，且有不錯的成績，對此感到欣慰，開始逐漸展現行動上的支持，2013年再度參加超級歌喉讚節目擔任關主，與曾治豪同台對戰，在光榮戰敗後對曾治豪表示：爸爸能做的就這麼多了，加油！（見超級歌喉讚第19集）。經擔任節目評審的亞洲電台DJ咖啡糖賢齡揭露，曾在搭捷運時，巧遇西裝筆挺剛面試完工作的曾治豪才得知，除了晚上的音樂餐廳駐唱之餘，曾治豪仍想在白天找份正職，多賺點錢以支持自己的夢想。曾治豪自己則表示，堅持想走的路，多付出一些是應該的，此舉低調地沒有讓家人知道。
賀一航在接受媒體採訪時，曾表示若曾治豪再沒有一點成績，希望他改走幕後，曾治豪除一邊尋求演出機會，也一邊感受到壓力，當綜藝節目中視《綜藝玩很大》邀請十多年不再接外景工作的賀一航與曾治豪至馬來西亞檳城參加通告時，賀一航看著兒子曾治豪確實在演藝這條路上極為認真努力而答應陪同，曾治豪在錄影過程中則是盡全力配合、拚命表現，主持人吳宗憲更表示，賀一航與曾治豪兩父子在玩遊戲時，父子情深的一面令人感動。

- 2008年初試啼聲，與于立成（大山）合唱《大人小孩》單曲，收錄於于立成（大山）《愛情片段》絕版經典專輯。
- 2009年參加中視第六屆《超級星光大道》，獲得第十名的佳績。
- 2010年參加福建東南衛視選秀節目《拉芳星光大會》，獲得第九名佳績。
- 2011年發表個人音樂作品，全創作單曲《小朋友》。後爾後成為2013【橙心做好事－香橙檸檬蛋糕】公益活動主題曲正式發表。
- 2012年擔綱《尚和歌仔戲團》《半人》台味歌仔戲，舞台劇男主角，初次嘗試舞台劇表演。
- 2013年參加中視《超級歌喉讚》，因闖關參賽表現優異，之後受邀擔任關主。
- 2013年參與⼤愛電視台《⽔返腳的春天》  飾演客串阿慶，就此在演藝圈展開戲劇之路。
- 2014年8月起，參與東森幼幼台《萌學園六復活之戰》飾演男配角《瑪堡》，角色詮釋頗受青少年喜愛。
- 2015年7月底，加入了三立台灣台 《甘味人生》劇組，飾演男配角《⼩隻》，創造出個人多元的戲劇風格，獲得好評。
- 2016年參與三⽴台灣台《戲說台灣棺上加棺的咒讖》 飾演男主角《李隨喜》。
- 2017年獲台灣秀場天王欽點，參與春節賀歲華語電影《大釣哥》演出。該片票房當年為全台之冠。
- 2018三立台灣台《炮仔聲》客串演出。
- 2020參與三立台灣台《戲說台灣》演出男主角《廖添丙》。
- 2023年嘉義靠山發浪音樂祭推廣大使暨表演歌手。
- 2024年新竹市青年圍籬美學競圖活動暨青年徵曲活動擔任評審團委員。

## 駐唱
曾治豪同時身兼歌手、演員、主持人的多重身份，在音樂餐廳駐唱時，除了演唱歌曲之外，也擅長炒熱現場氣氛與賓客互動，更因作詞人、作曲人的創作音樂人背景，曾治豪在表演當中，經常帶來即性與爆發力的演出。在台灣曾駐唱的音樂餐廳：Amigo Live House、China Pa、三四味屋、大牛西餐廳、新竹探索魅力、桃園瓦奇餐廳；另在馬來西亞檳城M2 CLUB表演。目前在台灣駐唱於EZ5 Live House及隱世餐酒館。

## 音樂作品

### 創作歌曲
| 年份 | 名稱         | 介紹                                                               | 備註                                                |
| 2011 | 《寂寞解脫》 | 詞曲：Gary Tseng（曾治豪） 演唱：曾治豪                            |                                                     |
| 2012 | 《小朋友》   | 詞曲：Gary Tseng（曾治豪） 編曲：于立成（大山） 演唱：曾治豪       | 2013【橙心做好事－香橙檸檬蛋糕】 公益蛋糕活動主題曲 |
| 2012 | 《說不出口》 | 詞曲：Gary Tseng（曾治豪） 編曲：于立成（大山）、陳子杰 演唱：曾治豪 | ★自發表後納為駐唱固定表演曲目                       |

### 合唱單曲
| 年份 | 名稱            | 介紹                                                                         | 備註                                          |
| 2008 | 《大人小孩》    | 作詞：于立成（大山）、扇子 作曲：于立成（大山） 演唱：于立成（大山）、曾治豪 | 收錄於于立成（大山）《愛情片段》 絕版經典專輯 |
| 2017 | 《歌廳秀》      | 作詞： 作曲： 演唱：曾治豪                                                   | 台灣資深藝⼈豬哥亮紀念歌曲《歌廳秀》          |
| 2017 | 《Let me Know》 | 作詞： 作曲： 演唱：曾治豪                                                   |                                               |
| 2017 | 《東區不倒翁》  | 作詞： 作曲： 演唱：曾治豪                                                   |                                               |
| 2019 | 《愛到底》      | 作詞：邱宏瀛 作曲：蔡宜汝 演唱：白冰冰、曾治豪                               | 收錄於白冰冰《愛到底》 台語專輯               |

## 影劇作品

### 電影
| 首映日         | 片名       | 角色 | 性質   | 導演   | 重要記事 |
| 2017年1月26日  | 《大釣哥》 | 小弟 | 客串   | 黃朝亮 |          |
| 2018年11月11日 | 《有罪》   | 肯尼 | 男配角 | 魯宗岳 |          |

### 電視
| 首播日期       | 播出頻道   | 劇名                       | 飾演   | 性質   | 備註 |
| -------------- | ---------- | -------------------------- | ------ | ------ | ---- |
| 2013年2月27日  | 大愛電視台 | 《水返腳的春天》           | 阿慶   | 客串   |      |
| 2014年8月9日   | 東森幼幼台 | 《萌學園六復活之戰》       | 瑪堡   | 男配角 |      |
| 2015年7月28日  | 三立台灣台 | 《甘味人生》               | 小隻   | 男配角 |      |
| 2016年8月1日   | 三立台灣台 | 《戲說台灣》棺上加棺的咒谶 | 李随喜 | 男主角 |      |
| 2018年12月26日 | 三立台灣台 | 《炮仔聲》                 | 曾治豪 | 客串   |      |
| 2020年8月3日   | 三立台灣台 | 《戲說台灣》武財神治虎豹母 | 廖添丙 | 男主角 |      |

## 舞台劇
- 2012年：尚和歌仔戲團[20]－台味歌仔戲舞台劇《半人》[21]，飾瑪麗亞留學歸國的兒子「幸福」（男主角）[22]

## 歌唱比賽經歷

### 音浪頭城
2017 MADSTREET 狂熱街頭 夏日饒舌高峰會
東區不倒翁 【賽程成績 第二名】

### 華人星光大道
參與合作及踢館者。
| 集數 | 首播日期   | 本集身份                                                                      | 演唱歌曲                                                | 原唱者      | 分數 | 備註                    |
| ---- | ---------- | ----------------------------------------------------------------------------- | ------------------------------------------------------- | ----------- | ---- | ----------------------- |
| 18   | 2012/12/23 | 華人星光大道2 唱將雲集 震撼教育 (強敵踢館第四戰) 踢館者                       | 《思念會驚》                                            | 蕭煌奇      | 20   | 勝張礎安 （18分）       |
| 05   | 2013/09/15 | 華人星光大道3 32取24強 選秀高手合作賽(一) 擔任合唱導師 （首度公開表演電吉他） | 《如果還有明天》 （＆陳志傑） 《你的電話》 （＆文小菲） | 薛岳 藍心湄 | 19   | 陳志傑勝文小菲 （18分） |

### 中視：《超級歌喉讚》
【賽程成績 闖關二次、擔任關主三次】
- 在第19集中，首次參賽即意外選中擔任關主的父親賀一航對戰，賽後應節目主持人康康、歐弟（歐漢聲）與現場評審邀請，與父親合唱《媽媽請你不通痛》並擁抱。
- 在第33、34、45集中，擔任關主擊敗王怡婷、哈尼噶照[25]，成功把關。
- 在第51集中，進行第二次闖關，選中擔任關主的宿敵卓義峯對戰，以1分之差，闖關失敗。
- 在第53集中，賽制改為團隊對戰，為黃中原隊隊員，擊敗鄭進一隊，全隊獲得十萬元獎金。

| 集數 | 首播日期   | 身份         | 演唱歌曲       | 原唱者 | 分數   | 備註                    |
| ---- | ---------- | ------------ | -------------- | ------ | ------ | ----------------------- |
| 19   | 2013/08/03 | 挑戰者       | 《愛如潮水》   | 張信哲 | 28     | 勝關主賀一航（10分）    |
| 33   | 2013/11/09 | 關主         | 《阿嬤的話》   | 蕭煌奇 | 18     | 勝挑戰者王怡婷（9分）   |
| 34   | 2013/11/16 | 關主         | 《假如》       | 信樂團 | 17     | 敗挑戰者吳亦偉（19分）  |
| 45   | 2014/02/08 | 關主         | 《你是我的眼》 | 蕭煌奇 | 19     | 勝挑戰者哈尼噶照（9分） |
| 51   | 2014/03/22 | 挑戰者       | 《愛到底》     | 庾澄慶 | 14     | 敗關主卓義峯（15分）    |
| 53   | 2014/04/05 | 黃中原隊隊員 | 《三暝三日》   | 吳宗憲 | 總分86 | 勝鄭進一隊（82分）      |

### 東南衛視：《拉芳星光大會》
【賽程成績 第九名】
- 在第1集中，首位以"沒有一個X"順利升級的參賽者；節目主持人陶晶瑩（陶子）稱曾治豪為「台灣小王子」，並介紹其在第六屆《超級星光大道》獲得第十名的實力。
- 在第2集中，評審黃舒駿點評：曾治豪的表演具有辨識度，而此特質正是新一代藝人最缺乏的。
- 在第3集中，評審康康點評：曾治豪的起承轉合掌握得很好…。同為駐唱歌手的母親現身，提醒音樂這條路，不好走，要自己多努力，並為曾治豪加油打氣。
- 在第5集中，評審黃舒駿點評：負責和聲部份的曾治豪與張智成的合唱完美，可考慮組成雙人美聲團體。由於表現達資優生（90分以上）水準，同時獲得該集的「拉芳美麗之星」[26]頭銜（同集另位得獎者為吳斌）。
- 在第8集中，評審陳建寧點評：曾治豪小小年紀，可以完美詮釋歌曲當中糾葛的情感面，很令人訝異…有那麼一剎那，有點感覺這像是曾治豪的歌，表現超越個人平常水準。
- 在第9集中，同為《拉芳星光大會》學員的好友易慧、余超穎特地到曾治豪駐唱的音樂餐廳探班，余超穎更現場與曾治豪合唱《屋頂》。
- 在第10集中，評審黃大煒點評：為曾治豪的整體改造，多加了1分，而曾治豪的選歌很聰明，雖然前段有些失誤，但結束是完美的，因此，評審個人給予19分（評審當中給分最高的）做為鼓勵。

| 集數 | 首播日期   | 本期課題                          | 演唱歌曲                         | 原唱者                      | 分數  | 備註                                           |
| ---- | ---------- | --------------------------------- | -------------------------------- | --------------------------- | ----- | ---------------------------------------------- |
| 01   | 2010/05/01 | 星生：入學資格考                  | 《到不了》                       | 范瑋琪                      | 沒有X | 升級                                           |
| 02   | 2010/05/08 | 致愛：獻給我最愛的人              | 《如果還有明天》                 | 薛岳                        | 沒有X | 升級                                           |
| 03   | 2010/05/15 | 星事：我的音樂故事                | 《逝去的愛》                     | 歐陽菲菲                    | 沒有X | 升級                                           |
| 04   | 2010/05/22 | 啟蒙：我的第一張專輯              | 陳奕迅－反正是我 《不如這樣》    | 陳奕迅                      | 三個X | 留級                                           |
| 05   | 2010/05/29 | 合作：分組對抗賽 （藝人合唱）     | 《May I love you》               | 張智成                      | 92    | 與張智成合唱 勝余超穎（91分）                  |
| 06   | 2010/06/05 | 電影主題曲                        | 電影刺青主題曲 《小茉莉》        | 楊丞琳                      | 75    | 升級                                           |
| 07   | 2010/06/12 | 突破：肢體考驗                    | 《嗆司嗆司》                     | 羅志祥                      | 69    | 留級                                           |
| 08   | 2010/06/20 | 關鍵：一對一對抗賽 （10強決定賽） | 《愛到底》                       | 庾澄慶                      | 82    | 敗林道遠（85分） 留級                          |
| 09   | 2010/06/26 | 10強發表會                        | 《霍元甲》 《愛如潮水》 《屋頂》 | 周杰倫 張信哲 吳宗憲 ＆溫嵐 | －    | 10強演唱會＆ 音樂餐廳駐唱片段 （與余超穎合唱） |
| 10   | 2010/07/03 | 蛻變：我的演唱會 （10強大改造）   | 《一定要幸福》                   | 陳小春                      | 87    | 形象改造－日韓系型男                           |
| 12   | 2010/07/17 | 無畏：強敵踢館賽                  | 《手放開》                       | 李聖傑                      | 80    | 敗石康鈞（87分） （獲得第九名成績）            |

### 中視：第六屆《超級星光大道》
【賽程成績 第十名】
| 集數 | 首播日期   | 比賽主題                        | 演唱歌曲            | 原唱者        | 分數  | 備註                                  |
| ---- | ---------- | ------------------------------- | ------------------- | ------------- | ----- | ------------------------------------- |
| 01   | 2009/11/06 | 啟程： 分組對抗決定賽（上）     | 《愛如潮水》        | 張信哲        | 沒有X | 過關                                  |
| 03   | 2009/11/20 | 48強分組對抗賽（上） 默契合唱Ⅲ  | 《我心動了》        | 順子 阿Ben    | 15    | 與黃淑怡合唱 敗陳以恩、吳蓓雅（23分） |
| 06   | 2009/12/11 | 40強分組對抗賽（上） 默契合唱   | 《屋頂》            | 吳宗憲 溫嵐   | 21    | 與簡吟卉合唱 勝林思涵、張雨嫻（11分） |
| 07   | 2009/12/18 | 終極分組對抗 一對一PK賽（上）   | 《大女人》          | 張宇          | 19    | 勝馮力俠（15分）                      |
| 09   | 2010/01/01 | 我的必勝歌曲                    | 《藍雨》            | 張學友        | 20    | 過關                                  |
| 10   | 2010/01/08 | 我的音樂寫真 22強決定賽         | 《Kiss Goodbye》    | 王力宏        | 16    | 過關                                  |
| 11   | 2010/01/15 | 組曲合作 20強決定賽             | 《撐腰》 《妙妙妙》 | 羅志祥 徐懷鈺 | 15    | 與沈品彤、陳曼青一組 過關             |
| 12   | 2010/01/22 | 2009點播金曲 18強決定賽         | 《心跳》            | 王力宏        | 14    | 失敗                                  |
| 13   | 2010/01/29 | 我的主打歌 18強大改造           | 《婚禮進行曲》      | 胡彥斌        | 18    | 過關                                  |
| 14   | 2010/02/05 | 歌手震撼教育Ⅰ 16強決定賽        | 《假如》            | 信樂團        | 23    | 勝卓義峰（22分）                      |
| 16   | 2010/02/26 | 學長姐合唱賽                    | 《搖滾舞台》        | 薛岳          | 15    | 與方宥心合唱 （本集不淘汰參賽者）     |
| 17   | 2010/03/05 | 天王天后成名曲 14強決定賽       | 《愛很簡單》        | 陶喆          | 17    | 過關                                  |
| 18   | 2010/03/12 | 一對一PK 13強決定賽             | 《絕口不提愛你》    | 鄭中基        | 18    | 敗馬靚辳（24分）                      |
| 19   | 2010/03/19 | 歌中劇挑戰賽 12強決定賽         | 《煞到你》          | 伍佰          | 15    | 與陳以恩一組 失敗                     |
| 20   | 2010/03/26 | 一對一踢館賽 Round 1 11強決定賽 | 《菊花台》          | 周杰倫        | 17    | 敗胡淮浪（19分）                      |
| 21   | 2010/04/02 | 一對一踢館賽 Round 2 10強決定賽 | 《我甲你》          | 陳奕迅        | 20    | 勝賀一航（18分）                      |
| 22   | 2010/04/09 | 一對一踢館賽 Round 3 9強決定賽  | 《做我自己》        | A-Lin         | 13    | 敗閻奕格（17分） （獲得第十名成績）   |

### 飛碟電台：光禹《夜光家族》
【賽程成績 第三名】

## 外部連結
- 曾治豪的Facebook專頁
- 曾治豪的新浪微博
- 曾治豪 創作音樂作品集 （页面存档备份，存于）
- YouTube上的曾治豪頻道